# Tournefortia subsessilis
Tournefortia subsessilis är en strävbladig växtart som beskrevs av Adelbert von Chamisso. Tournefortia subsessilis ingår i släktet Tournefortia och familjen strävbladiga växter. Inga underarter finns listade i Catalogue of Life.